# Кривощековский сельский округ
Кривощековский сельский округ (каз. Кривощеково ауылдық округі) — административная единица в составе района Шал акына Северо-Казахстанской области Казахстана. Административный центр — село Кривощёково.
Население — 1671 человек (2009, 2330 в 1999, 2837 в 1989).

## История
Кривощековский сельский совет образован Указом Президиума Верховного Совета Казахской ССР от 27 декабря 1956 года. 12 января 1994 года постановлением главы Северо-Казахстанской областной администрации образован Кривощековский сельский округ. В состав сельского округа была включена часть территории ликвидированного Ольгинского сельского совета (село Соколовка).
В 2018 году было ликвидировано село Соколовка.

## Состав
В состав округа входят такие населенные пункты:
| Населенный пункт  | Население, человек (1989) | Население, человек (1999) | Население, человек (2009) |
| ----------------- | ------------------------- | ------------------------- | ------------------------- |
| Алкаагаш, село    | 400                       | 359                       | 268                       |
| Кривощёково, село | 1519                      | 1266                      | 956                       |
| Ровное, село      | 238                       | 206                       | 154                       |
| Соколовка, село   | 229                       | 131                       | 68                        |
| Социал, село      | 451                       | 368                       | 225                       |